# كلايتون إي. فريمان
كلايتون إي. فريمان (بالإنجليزية: Clayton Eugene Freeman)‏ هو سياسي أمريكي، ولد في 26 أكتوبر 1872 في إسكس جانكشن في الولايات المتحدة، وتوفي في 31 أغسطس 1959 في الولايات المتحدة. حزبياً، نشط في الحزب الجمهوري.